# DSA-451
La DSA-451 es una carretera perteneciente a la Red Secundaria de la Diputación Provincial de Salamanca que une la localidad de Villavieja de Yeltes con las carreteras N-620 y DSA-343.

## Recorrido
La carretera DSA-451 tiene su origen en Villavieja de Yeltes en la intersección con la carretera SA-325, y termina en Martín de Yeltes en la intersección con las carreteras N-620 y DSA-343, formando parte de la Red de carreteras de Salamanca.
| Villavieja de Yeltes (Intersección con ) - Martín de Yeltes (Intersección con /) | Villavieja de Yeltes (Intersección con ) - Martín de Yeltes (Intersección con /) | Villavieja de Yeltes (Intersección con ) - Martín de Yeltes (Intersección con /) | Villavieja de Yeltes (Intersección con ) - Martín de Yeltes (Intersección con /) | Villavieja de Yeltes (Intersección con ) - Martín de Yeltes (Intersección con /) | Villavieja de Yeltes (Intersección con ) - Martín de Yeltes (Intersección con /) | Villavieja de Yeltes (Intersección con ) - Martín de Yeltes (Intersección con /) | Villavieja de Yeltes (Intersección con ) - Martín de Yeltes (Intersección con /) | Villavieja de Yeltes (Intersección con ) - Martín de Yeltes (Intersección con /) | Villavieja de Yeltes (Intersección con ) - Martín de Yeltes (Intersección con /) | Villavieja de Yeltes (Intersección con ) - Martín de Yeltes (Intersección con /) |
| Esquema                                                                          | PK                                                                               | Sentido Martín de Yeltes                                                         | Sentido Martín de Yeltes                                                         | Sentido Martín de Yeltes                                                         | Sentido Martín de Yeltes                                                         | Sentido Villavieja de Yeltes                                                     | Sentido Villavieja de Yeltes                                                     | Sentido Villavieja de Yeltes                                                     | Sentido Villavieja de Yeltes                                                     | Incidencias                                                                      |
| Esquema                                                                          | PK                                                                               | Velocidad                                                                        | Elemento                                                                         | Salida                                                                           | Salida                                                                           | Salida                                                                           | Salida                                                                           | Elemento                                                                         | Velocidad                                                                        | Incidencias                                                                      |
| Esquema                                                                          | PK                                                                               | Velocidad                                                                        | Elemento                                                                         | Dir.                                                                             | Nombre                                                                           | Nombre                                                                           | Dir.                                                                             | Elemento                                                                         | Velocidad                                                                        | Incidencias                                                                      |
| -------------------------------------------------------------------------------- | -------------------------------------------------------------------------------- | -------------------------------------------------------------------------------- | -------------------------------------------------------------------------------- | -------------------------------------------------------------------------------- | -------------------------------------------------------------------------------- | -------------------------------------------------------------------------------- | -------------------------------------------------------------------------------- | -------------------------------------------------------------------------------- | -------------------------------------------------------------------------------- | -------------------------------------------------------------------------------- |
|                                                                                  | 0,0                                                                              |                                                                                  |                                                                                  | Villares de Yeltes La Fuente de San Esteban                                      | Villares de Yeltes La Fuente de San Esteban                                      | Villares de Yeltes La Fuente de San Esteban                                      |                                                                                  |                                                                                  |                                                                                  |                                                                                  |
| Bogajo Yecla de Yeltes                                                           | 0,0                                                                              |                                                                                  |                                                                                  |                                                                                  |                                                                                  |                                                                                  |                                                                                  |                                                                                  |                                                                                  |                                                                                  |
|                                                                                  | 0,0                                                                              |                                                                                  |                                                                                  | VILLAVIEJA DE YELTES                                                             | VILLAVIEJA DE YELTES                                                             | VILLAVIEJA DE YELTES                                                             | VILLAVIEJA DE YELTES                                                             |                                                                                  |                                                                                  |                                                                                  |
|                                                                                  | 1,5                                                                              |                                                                                  |                                                                                  | Estación de Boada                                                                | Estación de Boada                                                                | Estación de Boada                                                                | Estación de Boada                                                                |                                                                                  |                                                                                  |                                                                                  |
|                                                                                  | 2,0                                                                              |                                                                                  |                                                                                  | B.I.C. Línea Férrea La Fuente de San Esteban-La Fregeneda                        | B.I.C. Línea Férrea La Fuente de San Esteban-La Fregeneda                        | B.I.C. Línea Férrea La Fuente de San Esteban-La Fregeneda                        | B.I.C. Línea Férrea La Fuente de San Esteban-La Fregeneda                        |                                                                                  |                                                                                  |                                                                                  |
|                                                                                  | 10,8                                                                             |                                                                                  |                                                                                  | Río Yeltes                                                                       | Río Yeltes                                                                       | Río Yeltes                                                                       | Río Yeltes                                                                       |                                                                                  |                                                                                  |                                                                                  |
|                                                                                  | 11,2                                                                             |                                                                                  |                                                                                  | Balneario de Retortillo                                                          | Balneario de Retortillo                                                          | Balneario de Retortillo                                                          | Balneario de Retortillo                                                          |                                                                                  |                                                                                  |                                                                                  |
|                                                                                  | 15,7                                                                             |                                                                                  |                                                                                  | Retortillo Boada                                                                 | Retortillo Boada                                                                 | Retortillo Boada                                                                 | Retortillo Boada                                                                 |                                                                                  |                                                                                  |                                                                                  |
|                                                                                  | 19,9                                                                             |                                                                                  |                                                                                  | FF.CC. Medina - Fuentes de O.                                                    | FF.CC. Medina - Fuentes de O.                                                    | FF.CC. Medina - Fuentes de O.                                                    | FF.CC. Medina - Fuentes de O.                                                    |                                                                                  |                                                                                  |                                                                                  |
|                                                                                  | 21,700                                                                           |                                                                                  |                                                                                  |                                                                                  | Sancti-Spíritus                                                                  | Sancti-Spíritus                                                                  | Sancti-Spíritus                                                                  |                                                                                  |                                                                                  |                                                                                  |
|                                                                                  | 21,700                                                                           | Castraz                                                                          |                                                                                  |                                                                                  |                                                                                  |                                                                                  |                                                                                  |                                                                                  |                                                                                  |                                                                                  |
|                                                                                  | 21,700                                                                           | Martín de Yeltes                                                                 |                                                                                  |                                                                                  |                                                                                  |                                                                                  |                                                                                  |                                                                                  |                                                                                  |                                                                                  |